# Pistoolgarnalen
Pistoolgarnalen (Alpheidae) vormen een garnaalfamilie die met hun scharen een luide knal kunnen produceren, waaraan zij hun naam ontlenen.
Een pistoolgarnaal kan een schaar zo snel dichtklappen dat het water tussen de schaarhelften wegspuit en er door onderdruk een vacuümbel ontstaat die dan met een knal implodeert, dus cavitatie. Hierbij kan hij tot 218 decibel produceren, een geluidsterkte die vissen kan doden. De imploderende bel produceert ook korte lichtflitsen. Dit verschijnsel heet sonoluminescentie.

## Systematiek
De Alpheidae omvat volgende geslachten: 
- Acanthanas Anker, Poddoubtchenko & Jeng, 2006
- Alpheopsis Coutière, 1896
- Alpheus Fabricius, 1798
- Amphibetaeus Coutière, 1896
- Arete Stimpson, 1860c
- Aretopsis De Man, 1910
- Athanas Leach, 1814
- Athanopsis Coutière, 1897
- Automate De Man, 1888
- Bannereus Bruce, 1988b
- Batella Holthuis, 1955
- Bermudacaris Anker & Iliffe, 2000
- Betaeopsis Yaldwyn, 1971
- Betaeus Dana, 1852
- Coronalpheus Wicksten, 1999
- Coutieralpheus Anker & Felder, 2005
- Deioneus Dworschak, Anker & Abed-Navandi, 2000
- Fenneralpheus Felder & Manning, 1986
- Harperalpheus Felder & Anker, 2007
- Jengalpheops Anker & Dworschak, 2007
- Leptalpheus Williams, 1965
- Leptathanas De Grave & Anker, 2008
- Leslibetaeus Anker, Poddoubtchenko & Wehrtmann, 2006
- Metabetaeus Borradaile, 1899
- Metalpheus Coutière, 1908
- Mohocaris Holthuis, 1973
- Nennalpheus Banner & Banner, 1981
- Notalpheus Méndez G. & Wicksten, 1982
- Orygmalpheus De Grave & Anker, 2000
- Parabetaeus Coutière, 1896
- Pomagnathus Chace, 1937
- Potamalpheops Powell, 1979
- Prionalpheus Banner & Banner, 1960
- Pseudalpheopsis Anker, 2007
- Pseudathanas Bruce, 1983
- Pterocaris Heller, 1862
- Racilius Paul’son, 1875
- Richalpheus Anker & Jeng, 2006
- Rugathanas Anker & Jeng, 2007
- Salmoneus Holthuis, 1955
- Stenalpheops Miya, 1997
- Synalpheus Bate, 1888
- Thuylamea Nguyên, 2001
- Vexillipar Chace, 1988
- Yagerocaris Kensley, 1988